# Empoasca hepneri
Empoasca hepneri är en insektsart som beskrevs av Irena Dworakowska 1974. Empoasca hepneri ingår i släktet Empoasca och familjen dvärgstritar.
Artens utbredningsområde är Kongo. Inga underarter finns listade i Catalogue of Life.